# سیارک ۲۱۶۴۶۲
سیارک ۲۱۶۴۶۲ (به انگلیسی: 216462 Polyphontes، نامگذاری:5397T-2)۲۱۶۴۶۲مین سیارک کشف شده‌است که در ۳۰ سپتامبر ۱۹۷۳ کشف شد.